# كاتدرائية السيدة (حلب)
كاتدرائية السيدة العذراء هيَ كنيسة ملكيّة كاثوليكية تقع في حي الجديدة في مدينة حلب السّوريّة، تعمل كمقرّ لأبرشية حلب وسلوقية وقورش للروم الملكيين الكاثوليك.

## البناء
تُعتبر ثاني كنيسة رومانية كاثوليكية تُبنى في حلب، بعد كنيسة القديس جاورجيوس، حيث بدأ غريغوريوس شاهيّات مطران الروم الكاثوليك في حلب بجمع التبرعات من أبناء الطائفة عام 1933 من أجل بناء الكاتدرائية، واستطاع خلال شهرين جمع ما يكفي بعد تبرّع مجموعة من النساء بحلاهنّ ومجوهراتهنّ. اقتنى المطران مجموعة من الدور القديمة من أجل هدمها وبناء الكاتدرائية مكانها، واستغرقت أعمال البناء عدة سنوات إلى حين تدشينها ورسم شاهيّات شماسًا عليها في آذار 1843.

## العمارة
تُعتبر الكاتدرائية نموذجًا للعمارة المسيحيّة التقليديّة، ولها سمات بارزة من العمارة المملوكية، كما أنها مزيّنة بحجارة اليشب، وتعلوها أقواس مائلة جريئة، ومقرنصات كشكل زخرفيّ، بالإضافة لمجموعة من القبب المنتشرة فوق المعبر. تغيّرت الملامح المعمارية البارزة للكاتدرائية على مر الزمن نتيجها تعرّضها للتخريب وإعادة الترميم مرّاتٍ عديدة.

## التدمير
تعرّضت الكاتدرائية للهدم والتخريب مرّتين ممّا أدّى لتغيّر هيكلها الأصلي وهندستها المعمارية على مر السنوات، حيث كانت المرة الأولى خلال مذبحة المسيحيين في حلب عام 1850، والثانية خلال الحرب الأهلية السورية. أُعيد ترميم الكنيسة وتدشينها عام 2019 بمُشاركة السفير البابوي في دمشق.

## الأنشطة
تتبع للأبرشية مجموعة من المدارس والمكتبات والمؤسسات الاجتماعية والخيريّة، بالإضافة لمستوصف طبّي متخصّص.